# Beckeln
Beckeln település Németországban, azon belül Alsó-Szászország tartományban. Lakosainak száma 775 fő (2023. december 31.). Beckeln Winkelsett és Dünsen községekkel határos.

## Népesség
A település népességének változása:
| Lakosok száma | 811  | 775  | 777  | 754  | 766  | 765  | 775  |
|               | 2014 | 2016 | 2017 | 2019 | 2021 | 2022 | 2023 |